# All-Star Superman
All-Star Superman est une série de douze comics mettant en scène le super-héros Superman, publiée par DC Comics entre novembre 2005 et octobre 2008. La série a été écrite par Grant Morrison, illustrée par Frank Quitely, numériquement encrée par Jamie Grant. En France, All-Star Superman a été publiée sous la forme d'un album par Panini Comics.
C'est la deuxième série à être lancée en 2005 sous le label All-Star de DC Comics après All Star Batman and Robin, The Boy Wonder. Ces séries de DC tentent de permettre à des grands créateurs de bandes dessinées d'avoir une chance de raconter des histoires mettant en vedette ces personnages sans la contrainte de devoir respecter la continuité de l'univers DC.

## Création

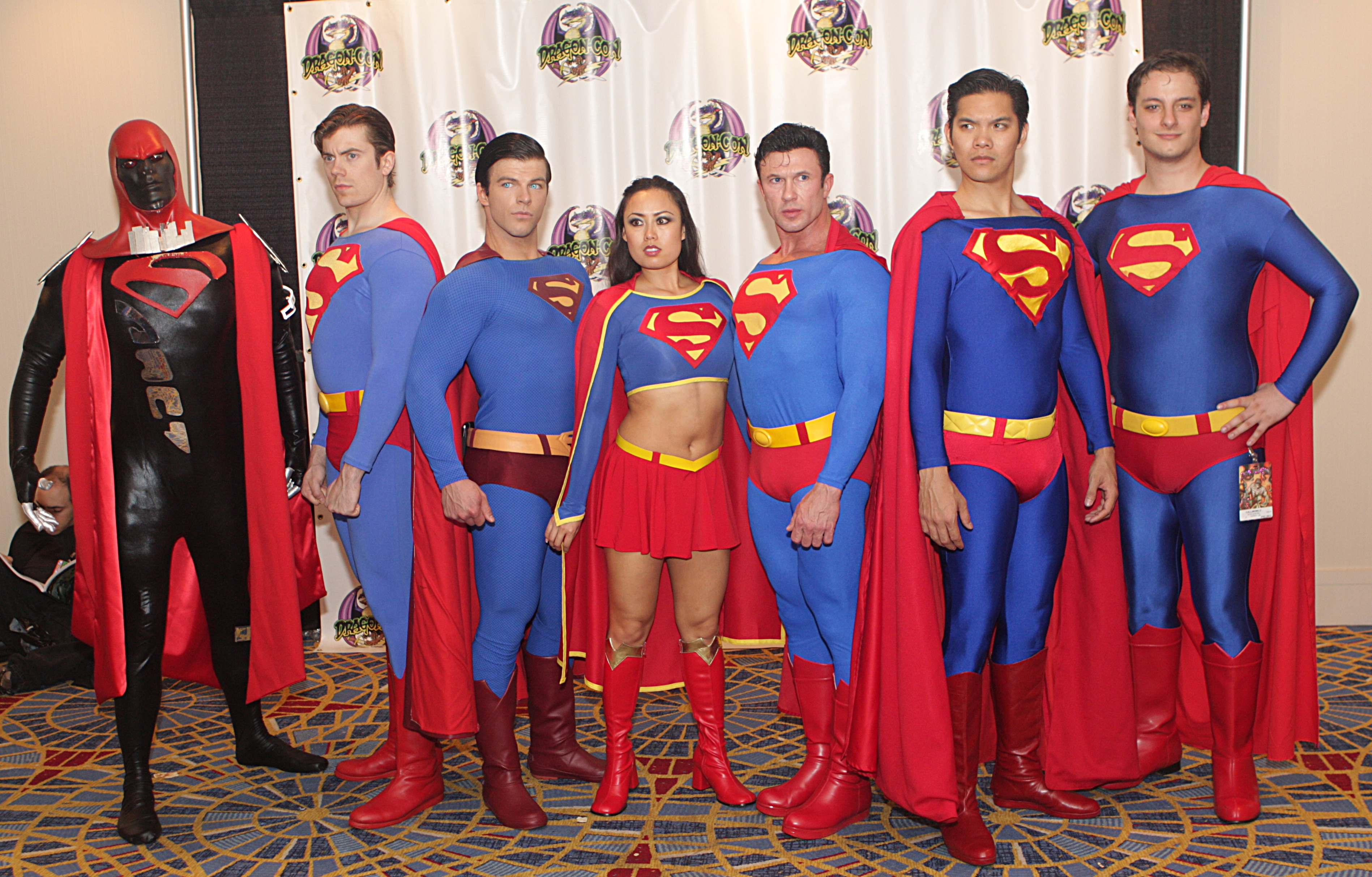
Cosplays de Superman.

L'approche de Grant Morrison pour l'écriture de cette série était de rendre la lecture aussi universelle que possible. Il a déclaré qu'il n'était pas intéressé par « re-faire des histoires sur son origine ou un déballage d'arcs narratifs classiques », mais il désirait plutôt faire « une remise à jour et une refonte totale ». Cependant, plutôt que de simplement d'effectuer une modernisation « nouvelle et pertinente » pour les nouveaux lecteurs, Morrison a voulu écrire une « série de numéros hors du temps sur Superman ». Les origines de cette série reposent sur une refonte de Superman, Superman Now, qui a commencé quand Morrison et le rédacteur en chef Dan Raspler étaient en train d'échanger sans succès des idées pour une nouvelle approche sur le personnage, en dehors du salon international de la bande-dessinée de San Diego, quand ils ont fait une rencontre « chamanique » avec un homme habillé en Superman, qui a contribué à déclencher le processus créatif et inspiré la couverture du premier numéro.

« Il était perché avec un genou relevé, le menton appuyé sur ses bras. Il avait l'air totalement détendu... et j'ai soudain réalisé que c'était de cette manière que Superman allait s'asseoir. Il ne serait pas en train de bomber le torse ou prendre une posture héroïque, il serait totalement décontracté. Si rien ne peut vous blesser, vous pouvez vous permettre d'être cool. Un homme comme Superman n'aurait jamais à frisonner quand il fait froid, jamais à reculer le visage face à un coup. Il serait tout à fait décontracté, détendu. Avec dans ma tête cette image de Superman se détendant sur un nuage qui nous surveille tous, je me suis précipité dans ma chambre d'hôtel et j'ai rempli des dizaines de pages de mon carnet avec des notes et des dessins. »

— Grant Morrison
Bien qu'ayant d'abord eu le feu vert, l'idée de Superman Now a finalement été rejetée et Morrison explique : « Je ne m'attendais pas à faire d'autres scénarios sur Superman », mais alors qu'il était en train de finir des numéros de New X-Men, il est contacté par DC pour travailler sur un nouveau projet sur Superman. Morrison a confirmé qu'il a fait usage de certaines de ses idées provenant du projet avorté Superman Now dans All-Star Superman.

## Résumé
Une équipe de scientifiques effectue un voyage spatial en direction du soleil pour mener des études. La mission est sabotée par Lex Luthor. Superman sauve l'équipage de justesse, mais la proximité du soleil altère sa physiologie. Le super héros commence à acquérir de nouvelles capacités mais elles ont un prix : elles réduisent son espérance de vie, et il ne lui reste plus qu'un an à vivre. Superman décide de révéler sa véritable identité à Loïs Lane. Pendant l'année qu'il lui reste, il essaye d'assurer la protection de l'humanité avant sa propre fin.

## Les douze défis de Superman

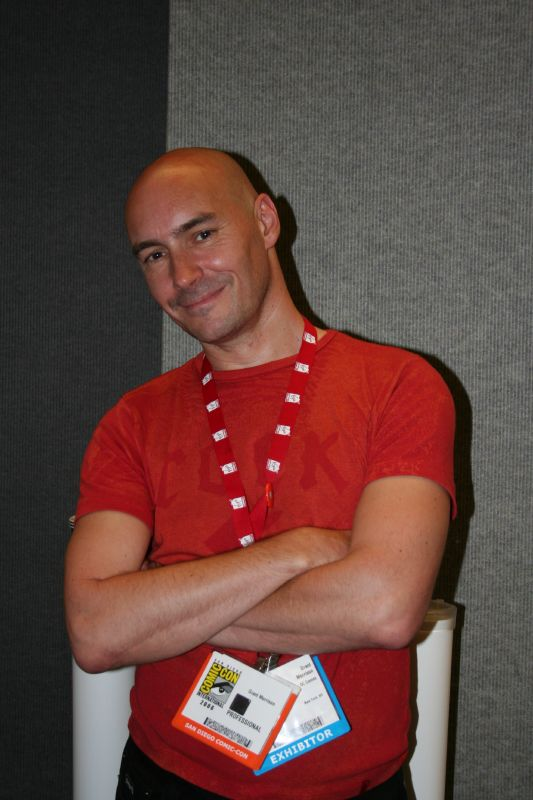
Grant Morrison est le scénariste de All-Star Superman. Photo prise au Comic Con de 2006

Dans la série, Superman accomplit douze défis. Ces tâches ne sont pas censées correspondre à ceux des douze travaux d'Hercule, mais sont un moyen de représenter un archétype de parcours de héros. Le scénariste Grant Morrison a délibérément évité de faire un défi par numéro. Lors d'une interview avec le site Newsarama, Morrison a énuméré les douze défis, dans l'ordre chronologique. Il a également indiqué que les travaux se déroulent sur une année.
1. Superman sauve la première mission habitée vers le soleil.
2. Superman prépare le Super-Elixir.
3. Superman répond à la question sans réponse.
4. Superman enchaîne le Chronovore.
5. Superman sauve la Terre de la planète de Bizarro.
6. Superman revient de l'Underverse.
7. Superman crée la vie.
8. Superman libère Kandor / guérit le cancer.
9. Superman fait subir une défaite à Solaris.
10. Superman surmonte la mort.
11. Superman construit un cœur artificiel pour le Soleil.
12. Superman laisse la formule pour faire Superman 2.

## Réception

### Ventes
Le premier numéro est sorti aux États-Unis en novembre 2005. C'est un succès du point de vue des ventes. Il a atteint le deuxième rang dans le top 300 des ventes de comics de cette période, derrière Infinite Crisis # 2. Le deuxième numéro a également été classé deuxième dans le top 300 des ventes de comics en janvier 2006, derrière Infinite Crisis # 4. Le dernier numéro a été publié en octobre 2008.

### Critiques

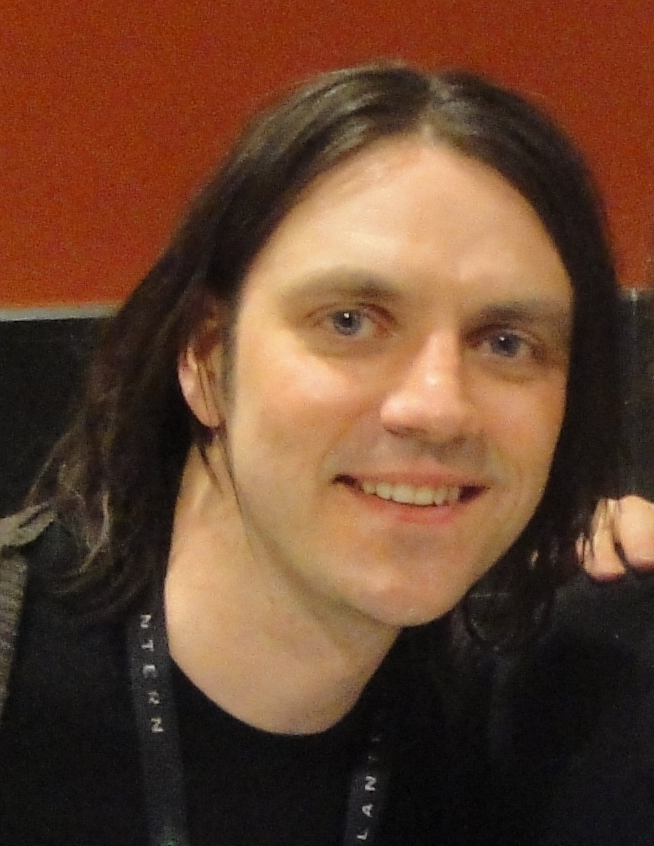
Frank Quitely est le dessinateur de All-Star Superman. Photo prise au Boston Comic Con en 2011.

Jeremy Estes de PopMatters, un des premiers critiques, note la difficulté de rajeunir le personnage de Superman dans son examen du premier numéro de la série. Cependant, la continuité All-Star laisse à l'écrivain Grant Morrison plus de liberté d'écriture. Les dessins de Frank Quitely sont salués comme « frais et modernes », tout en « évoquant le héros classique connu dans le monde entier ». Au moment de la rédaction de sa critique, seul le premier numéro avait été publié, et Estes ne connaissait pas la direction qu'allait prendre la série. Il a noté que les créateurs « ont mis en place un récit prometteur, mais seul le temps dira s'ils prennent le dernier train à destination de Memphis ou prennent la direction de l'Ouest, et font tout le chemin jusqu'à Vegas ».
Nicholas Labarre a écrit une critique pour Sequart, dans laquelle il juge que All-Star Superman « exploite avec assurance la toute-puissance du personnage principal », contrairement à d'autres histoires basées sur Superman. Il compare la série favorablement à d'autres travaux de Morrison.
Ed Mathews de PopImage a fait une critique sur le premier album rassemblant les six premiers numéros. Il a félicité l'équipe de création, en indiquant qu'il considère que les dessins sont « le travail le plus élégant de Frank Quitely que j'ai vu à ce jour ». Mathews a également distingué Grant Morrison, en disant que la série ajoute à la mythologie de Superman « par des petites améliorations provenant de la riche histoire du personnage, juste assez pour rafraichir les vieux concepts ». Il a recommandé le premier volume, et a déclaré la métaphore suivante « All-Star Superman chante un tube ».
Un autre critique du premier volume a été réalisée par Danny Graydon du magazine The First Post, qui a déclaré que l'histoire de Grant Morrison est « le divertissement le plus énergique sur l'Homme d'Acier depuis des décennies » et que « les illustrations nuancées sont à savourer ».
Lev Grossman de Time magazine a classé le roman graphique troisième du top 10 des romans graphiques de 2007. Il a félicité l'histoire, en notant qu'en raison de la force et la moralité du personnage, il était un personnage difficile à écrire.

### Récompenses
All-Star Superman a reçu le prix Eisner de la meilleure nouvelle série (Best New Series) en 2006 et celui de la meilleure série régulière (Best Continuing Series) en 2007 et 2009. Il a également reçu les prix Harvey du meilleur numéro en (Best Single Issue) en 2008, de la meilleure série en 2008 et 2009 et valu à Quitely celui du meilleur dessinateur (Best Artist) en 2008. 
La série a également été récompensée en 2006 au Royaume-Uni par les prix Eagle de la meilleure nouvelle bande dessinée (Favourite New Comic book) et de la meilleure couverture de bande dessinée (Favourite Comics Cover) pour le premier numéro, et l'année suivante par celui des meilleures couleurs pour un comic book américain (Favourite Colour Comicbook - American). La traduction allemande a reçu en 2011 Prix Peng ! de la meilleure bande dessinée nord-américaine.

## Adaptation en film d'animation
Le film d'animation All Star Superman est une adaptation de la série de comics. Il a été scénarisé par Dwayne McDuffie et réalisé par Sam Liu. Il est sorti le 22 février 2011 aux États-Unis,.